# Guerra dos Manaus
Guerra dos Manaus foi uma guerra entre os portugueses e a nação indígena dos manaus, que habitavam em diversos afluentes do Médio Rio Negro e eram liderados por Ajuricaba. Essa guerra se estendeu de 1723 a 1728.

## História

### Antecedentes
A partir do século XVI, diversos exploradores vieram de várias regiões percorrendo as terras do Rio Negro em busca do "El dorado". À medida que os exploradores avançavam, povoações coloniais iam surgindo. Com a formação desses povoamentos, os indígenas eram obrigados a se mudar da região ou se tornavam cativos. Muitos indígenas, atraídos pela tecnologia dos europeus tornavam-se cativos voluntariamente e, às vezes, serviam de guias na caça de membros de outras tribos. Os indígenas barganhavam produtos extraídos da mata em troca de mercadorias e utensílios fabricados pelos europeus, principalmente facões e armas de fogo. Os manaus eram uma sociedade respeitada na região, e já faziam barganha com os holandeses, que viviam no litoral ao norte, onde hoje é o atual Suriname, e depois também com os portugueses. Faziam captura de inimigos e membros de tribos mais fracas para o comércio com Portugal. Os manaus, inclusive, evitavam a invasão dos portugueses rumo ao Alto Rio Negro, onde havia "fartura de possíveis escravos".
Ajuricaba teria sido preparado por seu avô, o tuchaua Caboquena, para ser um grande lider. Seu pai, Huiuebene, teria sido um líder fraco e influenciável, que acabou sendo assassinado pelos portugueses após desentendimentos comerciais com eles, o que levou Ajuricaba ao cargo de tuchaua, posição que ele pretendia tomar a força de seu pai. Ajuricaba já demonstrava descontentamento com a direção política que a sociedade manau estava tomando, e acabou rompendo com os portugueses.

### Início da guerra
Ajuricaba organizou uma enorme frota de canoas para percorrer os rios da Amazônia. Quando alguns indígenas começaram a guiar os portugueses na caça de índios, Ajuricaba resolveu ir ao ataque. A partir de 1723, Ajuricaba começou a atacar a vilas, capturando índios que colaboravam com os portugueses e os vendendo como escravos para os holandeses. Aos poucos os manaus foram aumentando seus domínios, tomando aldeias ou então intimidando as populações próximas de seus domínios. O governador da província do Grão-Pará, o general João da Maia da Gama, nomeou Belchior Mendes de Moraes e José Borges Valério para a missão de defender as regiões invadidas e destruir a tribo divergente. Os portugueses temiam que a resistência dos manaus abrisse  caminho para uma invasão holandesa. Até hoje não se sabe como os Países Baixos tiveram participação na aliança, ou se forneceram armas de fogo aos nativos manaus. 
Quando a expedição chegou a vila de Carvoeiro, Ajuricaba havia acabado de capturar diversos índios catequizados. Seguindo adiante, a expedição alcançou a flotilha de vinte e cinco canoas. Então Belchior ordenou a entrega dos presos e o repreendeu. Quando regressaram a Belém, Valério tinha vários documentos contra Ajuricaba e seus irmãos Bebari e Bejari. Quando estes fatos chegaram ao conhecimento do rei português, este ordenou que se iniciasse uma guerra de extermínio.

### O extermínio dos manaus
Uma nova tropa foi organizada sob o comando do capitão João Pais do Amaral, para reforçar a enviada em primeiro lugar. Com nova força de guerra, os portugueses cercaram os manaus e iniciaram o extermínio, onde o filho de Ajuricaba acabou morto. Ajuricaba resistiu por algum tempo, mas acabou preso, com seus irmãos e mais de dois mil guerreiros. Os portugueses levaram Ajuricaba para bordo de um navio com destino a Belém, onde ele seria julgado. No meio da viagem, Ajuricaba junto aos presos causou uma rebelião, que a custo, foi controlada. Vendo que não havia mais saída, durante uma manhã, o guerreiro manau conseguiu arrastar-se até à borda do navio e jogou-se no rio, desaparecendo para sempre.